# 슬로베니아 공화국 영토방위군
슬로베니아 공화국 영토방위군(슬로베니아어: Teritorialna obramba Republike Slovenije, 약자로 TO RS) 또는 슬로베니아 영토방위군은 슬로베니아군의 전신 격인 조직으로 유고슬라비아의 영토방위군 이름을 따서 지어진 군사이다.
1968년 바르샤바 조약군의 체코슬로바키아 침공 이후 유고슬라비아 정치국 회의에서 군사 교리로 "인민대중방위론"을 채택하고 각 공화국에 영토방위군을 창설하였다. 이 영토방위군 제도는 1990년 4월 열린 슬로베니아 최초의 다당제 선거에서는 55% 이상의 지지율로 슬로베니아 민주야당(DEOMS 연합)이 승리하자 유고슬라비아 인민군(JNA)은 유고 전국에 적용될 새로운 방위교리를 발표하여 폐기되었다. 새롭게 적용된 방위교리는 티토 시대 있었던 각 공화국의 영토방위군(TO)이 유지하던 "인민대중방위론" 교리를 폐기하고 중앙집권화된 새로운 군사 체계로 대체되었다.
슬로베니아 정부는 무장 해제 움직임에 저항해 슬로베니아 영토방위군의 무기 대다수가 유고 인민군에 넘어가지 않게 막아내고 또한 1990년 9월 28일에는 슬로베니아의 헌법 개정안을 통과시켜 자국의 영토방위군이 슬로베니아 정부가 독자적으로 지휘할 수 있게 바꾸었다. 동시에 슬로베니아는 "마노에우레 국가보호조직"(Manevrska struktura narodne zaščite 또는 MSNZ)라고 하는 비밀스러운 대체지휘조직을 창설하였다. 유고슬라비아 인민군이 슬로베니아 영토방위군 지휘권을 장악하러 하자 영토방위군의 지휘구조가 곧바로 MSNZ 조직으로 바뀌었다. 1990년 5월부터 10월 사이 연방 정부 모르게 약 21,000명의 슬로베니아 영토방위군과 경찰 인력을 MSNZ 지휘구조로 이전하였다. 여기에 슬로베니아 정부는 유고 인민군에 맞서는 군사 행동의 세부 계획도 짜기 시작해 실제 전쟁이 시작하기 약 7개월 전인 1990년 11월에 작전 및 전술 계획을 수립할 수 있었다. 이렇게 슬로베니아군의 전신인 슬로베니아 영토방위군이 창설되었다.
슬로베니아 영토방위군은 1993년부터 군사조직을 슬로베니아군으로 전환하기 시작해 1994년 완전한 전환을 끝내면서 슬로베니아 육군으로 인수인계를 선언하고 폐지되었다.

## 같이 보기
- 10일 전쟁
- 슬로베니아군